# Gert Dijkstra
Gert Dijkstra (Tzum, 1960) is een Nederlands lokaal politicus in de gemeente Utrecht. Sinds 2022 is hij gemeenteraadslid en fractievoorzitter van de partij EenUtrecht.
In november 2021 was Dijkstra een van de oprichters van de lokale partij EenUtrecht. Bij de gemeenteraadsverkiezingen behaalde de partij enkele maanden later een zetel in de gemeenteraad van Utrecht. Als raadslid profileerde Dijkstra zich met onderwerpen als betere burgerparticipatie, meer zeggenschap en een groene stad.
Dijkstra is opgeleid als civiel ingenieur en econoom. Hij was eerder werkzaam bij onder meer Oxfam Novib, ProRail en in de sociale woningbouw.